# Naturschutzgebiet Desmecketal
Das Naturschutzgebiet Desmecketal mit einer Größe von 14,36 ha liegt nordöstlich von  Alme im Stadtgebiet von Brilon. Das Gebiet wurde 2008 mit dem Landschaftsplan Hoppecketal durch den Hochsauerlandkreis als Naturschutzgebiet (NSG) ausgewiesen. Das NSG gehört seit 2023 zum Vogelschutzgebiet Diemel- und Hoppecketal mit angrenzenden Wäldern.

## Gebietsbeschreibung
Beim NSG handelt es sich um einen Feuchtwiesenbereich im Tal der Desmecke.
Es wurden durch das Landesamt für Natur, Umwelt und Verbraucherschutz Nordrhein-Westfalen Pflanzenarten wie Aufrechter Igelkolben, Bachbunge, Bitteres Schaumkraut, Breitblättriger Thymian, Brennender Hahnenfuß,  Echtes Mädesüß, Flutender Schwaden, Geflecktes Knabenkraut, Gewöhnliches Ferkelkraut, Gras-Sternmiere, Großer Wiesenknopf, Jakobs-Greiskraut, Kleine Bibernelle, Kleines Habichtskraut, Magerwiesen-Margerite, Schlangen-Knöterich, Sumpf-Dotterblume, Sumpf-Pippau, Teich-Schachtelhalm, Wasser-Ampfer, Wasser-Minze, Wiesen-Flockenblume und Wiesen-Schaumkraut nachgewiesen.

## Schutzzweck
Im NSG soll den Feuchtwiesenbereich mit seinem Arteninventar schützen. Wie bei allen Naturschutzgebieten in Deutschland wurde in der Schutzausweisung darauf hingewiesen, dass das Gebiet „wegen der Seltenheit, besonderen Eigenart und Schönheit des Gebietes“ zum Naturschutzgebiet wurde. Der Landschaftsplan führt zum speziellen Schutzzweck auf: „Erhaltung und Optimierung eines Feuchtgrünlandgebietes mit hohem ökologischem Standortpotenzial als aktueller und potenzieller Lebensraum von tlw. seltenen und gefährdeten Tier- und Pflanzenarten; Sicherung der überkommenen Grünlandnutzung durch Vertragsangebote zur Erhaltung dieses Feuchtwiesenkomplexes; Schutz eines Trittsteinbiotops im Zusammenhang mit ähnlichen Grünland-NSG nördlich dieses Gebietes (‚Kleine Heide‘ / ‚Nettetal‘).“